# نشانگر
نشانگر، نویسه‌ای است که پیش یا پس از یک واژه یا اندیشه‌نگاشت می‌آید و نشان دهندهٔ چگونگی و جنس واژهٔ پس از خود می‌باشد (تنها یکی از نشانگرها پس از واژه می‌آید). نشانگرها نگاشته می‌شوند ولی خوانده نمی‌شوند.

## زبان خوزی هخامنشی
در زبان خوزی هخامنشی(بازماندهٔ زبان ایلامی) به ۷ نشانگر بر می‌خوریم:
d. = divine که پیش از واژگانی می‌آید که به گونه‌ای جلوه‌ای خدایی و الوهیت دارند. همچون آسمان، خدا، روز، ماه. این نشانگر پیش از نام خدایان در زبان‌های سومری، بابلی، آشوری و خوزی می‌آمده‌است. شکل نگارشی آن نیز چندان دگرگون نشده‌است.
f. = female نشان دهندهٔ واژه‌هایی در پیوند با زنان و حالت‌های مادینه‌است.
w. = wood پیش از واژگانی در پیوند با چوب، گیاه، میوه، شراب و... آمده‌است.
h. = GN, locale, etc. نشان دهندهٔ واژگانی در پیوند با سرزمین، ناحیهٔ زندگانی و... می‌باشند.
m. & v. = male که نشان دهندهٔ نام‌های نرینه هستند. البته در واژه‌های در پیوند با مردان نیز بکار می‌روند.
و نشانگر زیر تنها نشانگری است که پس از واژه می‌آید:
.lg = logogram : به این معناست که واژهٔ پیش از خود یک واژه نگار (log.) است.

## پارسی باستان
در زبان پارسی باستان به نشانگری بر نمی‌خوریم، مگر اینکه واژه جداکن را نشانگر واژگان پارسی باستان بدانیم. در زبان بابلی و سومری نیز به نشانگرها بر می‌خوریم که با زبان خوزی گاه همسان ولی بیشتر متفاوت هستند.

## چگونگی کاربرد
بیش‌تر، برای نشان دادن نشانگرها که خوانده هم نمی‌شوند، کوتاه نوشت‌های انگلیسی بکار رفته‌اند. البته دیگر دانشمندان چون  م. استولپر، م.ج. استو یا فرانسوا والا از این روش بهره نبرده‌اند. ولی دانشمندانی چون ویسباخ، والتر هینتس و در بهترین حالت ریچارد هلک این روش را بکار بسته‌اند. البته این دانشمندان هیچ‌کدام با هم هم آوا و هم سخن نیستند.
برای نمونه  استولپر نخستین نشانگر را DINGIR. (از زبان سومری، به معنای «خداً)، دومین را SAL. (از زبان سومری، به معنای«زن») و سومین را GIŠ. (از زبان سومری، به معنای«چوب») یا ششمین نشانگر را DIŠ. (از زبان سومری، به معنای«یک») نگاشته‌اند. واپسین نشانگر را بیشتر دانشمندان MEŠ. نگاشته‌اند. (همین نشانگر در خط و زبان بابلی نیز هست که نشانگر «جمع و گروهه بودن» است.)